# Friedrich Wilhelm Andreas Rauch
Friedrich Wilhelm Andreas Rauch (* 16. April 1871 in Altenhausen; † 14. März 1952 in Gutenswegen) war deutscher Landwirt und Mundartdichter.

## Leben und Wirken
Friedrich Wilhelm Andreas Rauch wuchs als Sohn eines Landwirts in Altenhausen auf, besuchte das Domgymnasium Magdeburg, absolvierte die landwirtschaftliche Fachschule in Helmstedt und trat in die praktische Ausbildung der elterlicher Landwirtschaft ein. Von 1891 bis 1894 diente er als Dreijährig-Freiwilliger im deutschen Heer, danach begann seine berufliche Laufbahn. Im Oktober 1894 wurde er Hof- und Feldverwalter in Helmsdorf bei Eisleben im Mansfelder Seekreis. 1897 wechselte er als landwirtschaftlicher Beamter auf das Rittergut Liepen bei Tessin und trat 1898 als Inspektor in die Firma Jenrich, Druckenbrodt & Co. in Gutenswegen ein.
1903 heiratete er und bewirtschaftete daraufhin den Gutshof seiner Frau in Gutenswegen, einige Zeit darauf wurde er erneut landwirtschaftlicher Oberinspektor in Helmsdorf. 1920 kehrte er zurück nach Gutenswegen und bewirtschaftete dort das gepachtete Grundstück. Nach dem Tod seiner Frau hinterließ er den Gutshof seinem Sohn und widmete sich der Literatur. Rauchs erste literarische Werke kamen in der Schulzeit zustande, erst in Gutenswegen nahm er seine literarischen Arbeiten wieder auf. Er trat in den Literatur Verein Gutenswegen ein und bereicherte dort das Vereinsleben durch Rezitationen mundartlicher Texte und das Vortragen eigener Gedichte und Kurzgeschichten in plattdeutsch. Diese publizierte er auch in Tageszeitungen und regionalen Periodika.
Er erlangte größere Bekanntheit durch plattdeutsche Bühnenstücke wie De witte Rausenstrutz (1925), die von Laienschauspielern in der Region aufgeführt werden. Zusammengefasst wurden seine Werke in dem 1929 erschienenen Buch Minschen, Lüe und Kinner. Vorteillijen ut de Madeborjer Börde. In den 1930er Jahren war Rauch Mitarbeiter der Volkshochschule und war Rezitator im Rahmen der Kraft durch Freude-Bewegung. 1936 nahm er als regionaler Vertreter am Wettstreit deutscher Mundarten in Wuppertal teil. Rauch war Ehrenmitglied des Aller-Vereins Neuhaldensleben, nachdem er auch in Helmsdorf von 1907 bis 1920 als Mitglied der Arbeitsgemeinschaft Eisleber Heimatforscher aktiv war. 1952 starb er dann auf seinem Hof in Gutenswegen.

## Werke

### Schauspiele
- Ein Jubiläum (1897–1900)
- Der Einzug des Kaisers in Konstantinopel (1900)
- Heiligenthal in der Franzosenzeit (1900)
- De witte Rausenstrutz (1925)
- Heiligenthal vor hundert Jahren
- Vor hundert Jahren
- Das Wodenwegsche Weihnachtsspeel
- In Studentenulk
- Op Friersfäuten
- Burssenrecht - 'n Spinnstubenspeel ut de Magdeborger Böre
- Wat'n Schaper is, dat blift'n Schaper
- Övel-Grünne
- De Tartuffelschulte
- Violas Prüfung
- Graf und Holzhacker

### Erzählungen
- Graf und Holzhackers Unterredung nach der Weihnachtsbescherung im Grafenschloß
- Söß Wochen un einen Dag
- Sparkassen
- Ritter Blaubart
- Dat billge Fleisch
- Blaue Jungfer am Wege
- Der Gerechte erbarmt seines Viehes
- Die Windsbraut
- Der withe Sperrling
- Leem'm un Dod
- Ne Kuckucksgeschichte
- Anputtchen
- Dat Schwarzwaldmädel
- De Tieten ändert sick
- De Knuttenstock als Wegweiser tumm Glück
- Wurumme de Keitelsche nich estorm'm is
- Wahr un doch nich wahr
- Wurumme de Nachtwächter Krischan nich tuten kunne
- De Lagerbeckche köfft in
- Wat Hannjochen ut Walbke söcht hat
- Petrus un de Timmerlü
- De Schatzgräber
- Geschichten von de Lagerbecksche
- Als Adam wann
- Wie sick twee lütge Mäkens en besseren Vader sucht hemm'n
- De Lämmerwolken
- Dat Bartwassermiddel
- Mied Vader als Kunstmalder
- N' to rare Frau'e
- Der letzte Mohikaner
- Lögge un Wahrheit
- De Windhexe
- De Kommenisten
- Wer draug de Schuld
- Dorettes Blumengarten
- De Propfete
- Die letzten Mahtheims
- Der Vogelsang, ein vergessenes Paradies
- De Mausezicke
- Am't Osterfüer
- Wie de olle Suerbart mit die niee Welt fartig word
- Der gerechte Richter
- De Kommoden
- Dat Lesekränzchen
- De Spaziergang

### Gedichte
- De Giezhals
- De Seelsche See
- Adventstuten
- De Bure mit'n Hiljenschien
- De slechte Droom
- Um ne olle Schüne
- De Eern
- De Mahnbreiw
- De Emersläsche Hochtiet
- Dat war mal'n groten Dag!

### Varia
- Kammerforst
- Mienen ollen Fründ den Mester Andreas Bussenius tumm 80.Geburtstag
- Mienen leiwen Frünne un Vadder, Wilhelm Rauch, tau sienen 70.Geburtsta
- Frühlunsspiele
- Was die Alten sangen

| Personendaten    | Personendaten                         |
| ---------------- | ------------------------------------- |
| NAME             | Rauch, Friedrich Wilhelm Andreas      |
| KURZBESCHREIBUNG | deutscher Landwirt und Mundartdichter |
| GEBURTSDATUM     | 16. April 1871                        |
| GEBURTSORT       | Altenhausen                           |
| STERBEDATUM      | 14. März 1952                         |
| STERBEORT        | Gutenswegen                           |